# O. J. Mayo
Ovinton J'Anthony "O. J." Mayo (Huntington, Zapadna Virginia, 5. studenog 1987.) američki je profesionalni košarkaš. Igra na poziciji bek šutera, a trenutačno je član NBA momčadi Memphis Grizzliesa. Izabran je u 1. krugu (3. ukupno) NBA drafta 2008. od strane Minnesota Timberwolvesa, ali je u velikoj razmjeni igrača proslijeđen u Grizzliese.

## Sveučilište
Mayo je igrao na sveučilištu USC. U svojoj prvoj i jedinoj sveučilišnoj sezoni bio je ponajbolji igrač momčadi. Igrao je na poziciji razigravača i bek šutera. Na turniru Pacific-10 konferencije odveo je svoju momčad do polufinala, gdje su poraženi od sveučilišta UCLA predvođenim Kevinom Loveom. Na kraju natjecanja izabran je u konferencijsku All Pac-10 momčad.

## NBA
Izabran je kao treći izbor NBA drafta 2008. od strane Minnesota Timberwolvesa. Nedugo nakon drafta zajedno je s Markom Jarićem, Antoniem Walkerom i Gregom Bucknerom mijenjan u Memphis Grizzliese, dok su smjeru Minnesote otišli Kevin Love, Mike Miller, Brian Cardinal i Jason Collins. U svojoj rookie sezone u prosjeku je postizao 18.5 poena, 3.8 skokova i 3.2 asistencije po utakmici. Završio je drugi u glasovanju za novaka godine iza Derricka Rosea i izabran je u NBA All-Rookie prvu petorku.

## NBA statistika

### Regularni dio
| Godina    | Klub    | Odig. uta. | Uta. poč. | Min. | 2P%  | 3P%  | Sl. bac.% | Skok. | Asist. | Ukr. lop. | Blok. | Poena |
| --------- | ------- | ---------- | --------- | ---- | ---- | ---- | --------- | ----- | ------ | --------- | ----- | ----- |
| 2008./09. | Memphis | 82         | 82        | 38.0 | .438 | .384 | .879      | 3.8   | 3.2    | 1.1       | .2    | 18.5  |
| Ukupno    |         | 82         | 82        | 38.0 | .438 | .384 | .879      | 3.8   | 3.2    | 1.1       | .1    | 18.5  |

## Vanjske poveznice
- Profil na NBA.com
- Profil na Yahoo!